# گورپشته‌های دیلمون

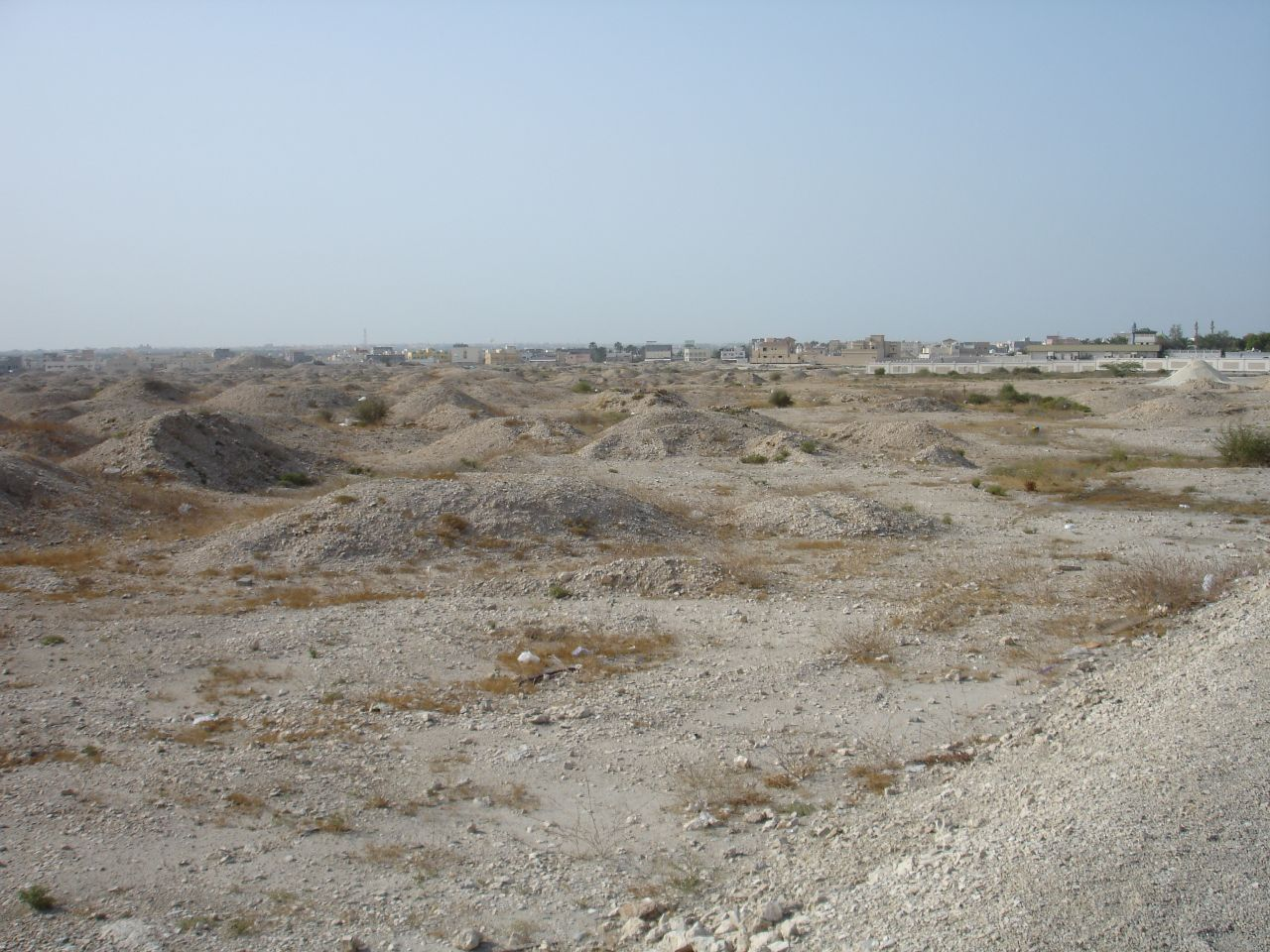
گورپشته‌های عالی.

نقشه نشان‌دهنده موقعیت گورپشته‌های تاریخی.

گورپشته‌های دیلمون (عربی: مدافن دلمون) یک میراث جهانی یونسکو تشکیل‌شده از شهرهای مردگان در جزیره اصلی بحرین است که قدمت آن به فرهنگ دیلمون و ام‌ّالنّار می‌رسد.
بحرین از زمان‌های گذشته به عنوان جزیره‌ای با تعداد گورهای زیاد شناخته شده بود، و گفته می‌شد با داشتن چندین کیلومترمربع گورپشته یکی از بزرگترین گورستان‌های جهان باستان است. گورستان‌ها در شمال جزیره در مناطقی با زمین سنگی کمی بالاتر از خاک‌های کشاورزی متمرکز شده‌اند، جنوب جزیره عموماً ماسه‌ای و صحراگونه است. مطالعات جدید نشان داده‌است که تقریباً حدود ۳۵۰٬۰۰۰ گورپشته باستانی می‌توانست تنها توسط جمعیت محلی در طی چند هزار سال ایجاد شود. همه قبرها از یک دوره تاریخی، ویا یک مدل نیستند، و در مناطق مختلف گورستان ممکن است ابعاد بسیار متفاوتی را از یکدیگر داشته باشند. تحقیقات تحت نظارت موزه ملی بحرین (و با توجه زیاد انجمن باستان‌شناسی و تاریخی بحرین) در حال انجام است، تا بتوان یک جدول زمانی دقیق برای همه این تفاوت‌ها و شباهت‌ها ایجاد و همچنین پیامدهای آن را بر روی جوامع سازنده آنها بررسی کرد.

## حفاری‌ها
یک گروه دانمارکی در دهه ۵۰ میلادی در قلعه بحرین پایتخت بحرین در عصر برنز در حال حفاری بودند که گورپشته‌ای را باز کردند و به وسائلی از ۳۷۰۰-۴۱۰۰ سال قبل برخورد کردند. افراد دیگری نیز شروع به حفاری دیگر قبرها کردند، و نمایی از ساختار و محتویات این گورها را ارئه دادند.

### حجره‌ها
هر گورپشته از یک محفظه سنگی مرکزی تشکیل شده که توسط یک دیواره کوتاه حلقوی محصور و با خاک و ماسه پوشیده شده‌است. اندازه پشته‌ها متفاوت است، اما اکثر آنها ابعاد ۴٫۴ متر در ۹ متر قطر و بین ۱-۲ متر ارتفاع دارند. پشته‌های کوچکتر عموماً تنها یک محفظه دارند. محفظه‌ها معمولاً مستطیلی و دارای یک یا دو حفره در انتهای شمال‌شرقی خود هستند. در برخی موارد جفت حفره‌های دیگری نیز در قسمت میانی محفظه‌های بزرگتر وجود دارد.
اگرچه این حفره‌ها اکثراً دارای یک مدفون هستند، برخی از آنها چندین نفر را در خود جای داده و محفظه‌های ثانویه عموماً خالی هستند. مردگان عموماً به صورتی در محفظه قرار می‌گرفتند که سرشان به سمت انتهای دارای حفره بوده و بر پهلوی راست خود قرار داده  می‌شدند. همراه اجساد برخی اشیاء قرار داشت. چند تکه سفال و گاهی مهروموم سنگی، سبدهای مهروموم شده با آسفالت، اشیاء ساخته شده با عاج، کوزه‌های سنگی، و سلاح‌های مسی نیز وجود داشت. اسکلت‌ها از هر دو جنس بوده و طول عمر تقریباً ۴۰ سال را نشان می‌دهند. نوزادان عموماً در کنار و خارج از دیواره حلقوی دفن می‌شدند. متوسط تعداد کودکان در هر خانواده ۱٫۶ نفر بود.

### مشاجرات درباره حفاظت
تلاش‌ها برای محافظت از گورپشته‌ها با مخالفت بنیادگرایان مذهبی که این کار را غیر اسلامی می‌دانند و خواستار بتن‌ریزی روی آنها برای خانه‌سازی هستند روبرو شده است. در طی یک مناظره مجلس در ۱۷ ژوئیه ۲۰۰۷ رهبر حزب سلفی الاصلاح، شیخ عادل موده گفت «خانه برای زندگان مهمتر از قبر برای مردگان است. ما باید به ریشه‌های اسلامی خود مغرور باشیم نه به یک تمدن باستانی از زمان و مکانی دیگر، که تنها یک کوزه در اینجا و یک استخوان در آنجا به ما داده است.»